# معصرة صاوي
قرية معصرة صاوى هي إحدى القرى التابعة لمركز طامية في محافظة الفيوم في جمهورية مصر العربية. حسب إحصاءات سنة 2006، بلغ إجمالي السكان في معصرة صاوى 14762 نسمة، منهم 7788 رجل و6974 امرأة.